# Leptinotarsa chalcospila
Leptinotarsa chalcospila (лат.) — вид жуков-листоедов рода Leptinotarsa из семейства Chrysomelidae. Северная Америка: Мексика.

## Описание
Среднего размера жуки-листоеды (длина от 12 до 15 мм, ширина от 8 до 11 мм), сходные с колорадским жуком. Тело овальное, выпуклое. Усики 11-члениковые. Максиллярные щупики состоят из 4 сегментов (вершинный членик нижнечелюстных щупиков короче предшествующего). Пронотум шире головы. Надкрылья коричневые, с 7—10 чёрными пятнами на каждом.